# WWF World Martial Arts Heavyweight Championship
World Wrestling Federation (WWF) World Martial Arts Heavyweight Championship było tytułem mistrzowskim profesjonalnego wrestlingu promowanym przez federację World Wrestling Federation i później przez New Japan Pro Wrestling (NJPW). Mistrzostwo zostało utworzone 18 grudnia 1978, a pierwszym mistrzem była główna gwiazda NJPW Antonio Inoki, który otrzymał tytuł od Vincenta J. McMahona po tym, jak Inoki dołączył do federacji WWF. Tytuł był znany przez bronienie go w prawdziwych walkach (shoot wrestling). WWF World Martial Arts Heavyweight Championship było bronione tylko w NJPW, po czym zdezaktywowano go w 1985 gdy NJPW i WWF zakończyło współpracę.
Podczas trzynastej rocznicy kariery Inokiego, NJPW utworzyło "Greatest 18 Club" (halę sław). NJPW wtedy stworzyło nowy tytuł, Greatest 18 Championship, które było uzupełnieniem IWGP Heavyweight Championship. Greatest 18 Championship było reprezentowane przez byłego posiadacza Martial Arts Championship Rikiego Choshu, który otrzymał tytuł w 1990. Choshu stracił tytuł na rzecz The Great Muty w 1992. Muta wycofał tytuł 23 września, skupiając się na obronach jego IWGP Heavyweight Championship. Krótko potem, tytuł został porzucony przez NJPW.

## Historia tytułu
| Nr. | Wrestler           | Panowanie | Data             | Dni  | Miejsce              | Gala       | Notka                            |
| --- | ------------------ | --------- | ---------------- | ---- | -------------------- | ---------- | -------------------------------- |
| 1   | Antonio Inoki      | 1         | 18 grudnia 1978  | 3780 | Nowy Jork, Nowy Jork | House Show | Otrzymał od Vincenta J. McMahona |
| 2   | Shota Chochishvili | 1         | 24 kwietnia 1989 | 31   | Tokio, Japonia       | House Show | Nokaut w piątej rundzie.         |
| 3   | Antonio Inoki      | 2         | 25 maja 1989     | 220  | Osaka, Japonia       | House Show |                                  |

- Historia WWF New Japan Martial Arts Championship na Solie's Title Histories.com
- WWF New Japan Martial Arts Championship na Wrestling Information Archive. 100megsfree4.com. [zarchiwizowane z tego adresu (2006-03-16)].